# Тусон
Тусон (енгл. Tucson) град је у америчкој савезној држави Аризона. По попису становништва из 2020. у њему је живело 542.629 становника., док се становништво шире градске зоне 2011. процењује на 989.569 Други је по величини град у Аризони, после Финикса.
Тусон се налази 174 km југоисточно од Финикса и 97 km северно од америчко-мексичке границе. То је 33. највећи град у САД и 52. највеће урбано подручје земље.
Енглеско име града потиче од шпанске речи Туксон, која је позајмљена из индијанског језика оодхам у коме значи подножје црног брда.

## Географија
Тусон се налази на надморској висини од 728 m.

## Демографија
Према попису становништва из 2010. у граду је живело 520.116 становника, што је 33.417 (6,9%) становника више него 2000. године.
|                   | 2010.            | 2000.            |
| Укупно            | 520 116 (100,0%) | 486 699 (100,0%) |
| Белци             | 245 323 (47,17%) | 263 748 (54,19%) |
| Хиспаноамериканци | 216 308 (41,59%) | 173 868 (35,72%) |
| Афроамериканци    | 26 000 (4,999%)  | 21 057 (4,326%)  |
| Остали            | 17 565 (3,377%)  | 16 067 (3,301%)  |
| Азијати           | 14 920 (2,869%)  | 11 959 (2,457%)  |

## Партнерски градови
- Печуј
- Нуакшот
- Фјезоле
- Сеговија
- Ермосиљо
- Алмати
- Сулејманија
- Сијудад Обрегон